# Luigi Rados
Luigi Rados (* 19. Oktober 1773 in Parma; † 1840 in Mailand) war ein italienischer Kupferstecher und Maler.

## Leben
Rados studierte an der Accademia di Belle Arti di Brera in Mailand und spezialisierte sich auf die Gravur. In seinen frühen Jahren war er Graveur, Zeichner, Maler und Kalligraph. Er verwendete verschiedene Techniken, wie Radierung, Aquatinta, Punktiertechnik und Kupferstich.
Rados stach zahlreiche Porträts seiner Zeitgenossen – meist Halb- und Dreiviertelporträts, die in Mailand von Giovanni Ricordi vertrieben wurden, darunter Porträts von Schauspielern und Sängern, Porträts von Marie-Louise von Österreich, ein Porträt von Napoleon Bonaparte nach einer Zeichnung von Bosio, Porträts von Mitgliedern des österreichischen Hochadels sowie von Angehörigen des französischen Hofs in Mailand. Er entwarf Kopfbedeckungen, Friese und Vignetten für die offiziellen Akten der Cisalpinischen Republik.

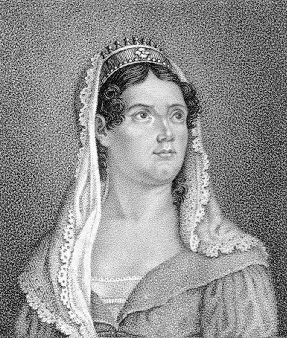
Porträt der Sängerin Carolina Bassi, um 1840; Punktiertechnik

Luigi Rados stach mehrere Szenenskizzen der Sammlung Raccolta di scene teatrali eseguite e disegnate dai più celebri pittori scenici in Milano des Mailänder Kupferstechers Stanislao Stucchi, darunter die Kerkerszene (carcere) der Oper I due Valdomiri von Peter von Winter nach einem Libretto von Felice Romani und die Szenenskizze Interno di piramide für das Ballett Psammi re d’Egitto des Choreografen und Tänzers Salvatore Viganò. Seine Stiche befinden sich in der New York Public Library, in der Wellcome Collection des Wellcome Trust, der Bibliothèque nationale de France und im British Museum.
Zwei seiner Söhne waren ebenfalls Künstler: Giovanni Rados war Graveur und Eugenio Rados Bildhauer.

## Werke

### Schriften
- Miscellanea: primo saggio col metodo d’incisione calco cuprografico / perfezionato ed eseguito da Luigi Rados. presso l’incisore Luigi Rados, Mailand 1832.

### Landkarten
- Plan de la ville de Cadix, sa baie, et ses environs: rédigé d’après une carte très-exacte et particulière. chez Bettalli, Mailand.

### Buchillustrationen
- Prose e versi sull’inaugurazione del busto di Virgilio. Tavola disegnata da Felice Campi e incisa da Luigi Rados, dalla stamperia Virgiliana di Giuseppe Braglia, Mantua 1800–1801.
- Descrizione della festa celebrata in Reggio ai 20 vendemmiale anno 9º in onore dell’Ariosto. Dalla Stamperia di Michele Torreggiani, Reggio dell’Emilia 1800–1801.
- Alessandro Verri: Le notti romane al sepolcro de’ Scipioni. Agnello Nobile, Mailand 1804.
- Nicolas Henri Jacob: Luigi Rados, Storia naturale delle scimie e dei maki disegnati dal sig.r N.H. Jacob ed incise dal sig.r Luigi Rados, in cui vien rappresentata la figura di ciascuna specie, accompagnata d’un testo italiano, colla traduzione del medesimo nelle lingue francese e tedesca. Opera disposta con ordine dietro le scoperte dei più rinomati naturalisti. Editori vari, Mailand 1814.
- Alessandro Verri: Discorsi varj del conte Alessandro Verri pubblicati nel giornale letterario intitolato Il Caffè. Silvestri, Mailand 1818.
- Ludovico Ariosto: Orlando furioso. Silvestri, Mailand 1820.
- Bernardino Baldi: Della vita e de’ fatti di Guidobaldo 1º da Montefeltro duca d’Urbino libri dodici. Silvestri, Mailand 1821.
- Gian Domenico Romagnosi: Dell’insegnamento primitivo delle matematiche. Milano, per Giovanni Pirotta, 1822, SBN IT\ICCU\PARE\042458.
- Paolina Secco Suardo Grismondi: Poesie della contessa Paolina Secco-Suardo Grismondi tra le pastorelle arcadi Lesbia Cidonia. dalla stamperia Mazzoleni, Bergamo 1822.
- Luigi Lanzi: Storia pittorica della Italia dal risorgimento delle belle arti fin presso al fine del 18º sec. Silvestri, Mailand 1823.
- Carlo Botta: Storia naturale e medica dell’isola di Corfù. Silvestri, Mailand 1823.
- Carlo Amoretti: Viaggio da Milano ai tre laghi Maggiore, di Lugano e di Como e ne’ monti che li circondano. Silvestri, Mailand 1824.
- Torquato Tasso: L’Aminta favola boschereccia. Giovanni Silvestri, Milano 1824.
- Luigi Carrer: Poesie. Giovanni Silvestri, Mailand 1834.

### Andere Gravuren
- Palazzo del Senato, Mailand.
- (LA) P. Napoli Signorellius: non sibi, sed patriae, litteris ac aerumnis natus.
- Facciata del Pantheon, Teatro, Borsa, Museo del Foro Bonaparte in Milano, Spaccio della Dogana nel Foro Bonaparte in Milano, Barriera del Sempione nel Foro Bonaparte in Milano. opere dell’architetto Giovanni Antolini, 3 tavole incise all’acquatinta, Mailand 1806.
- Spettacolo di Naumachia dato dalla città di Milano il 9 giugno 1811 nell’Anfiteatro in occasione del Battesimo di Sua Maestà il re di Roma.